# Gipuzkoa
Gipuzkoa (baskicky) či Guipúzcoa (kastilsky) je historické území na severovýchodě autonomního Baskicka a dnes jedna z provincií Španělska. Sousedí s francouzskou Akvitánií, s Navarrou a baskickými provinciemi Bizkaia a Araba. Hlavním městem je přímořské město San Sebastián (baskicky Donostia).
Provincie má přibližně 731 tisíc obyvatel, převážně Basků. Její rozloha je 1980 km²; Guipúzcoa je tak co do rozlohy nejmenší španělskou provincií. Provincie se vyznačuje nejvyšší mírou používání baskičtiny.

## Sídla

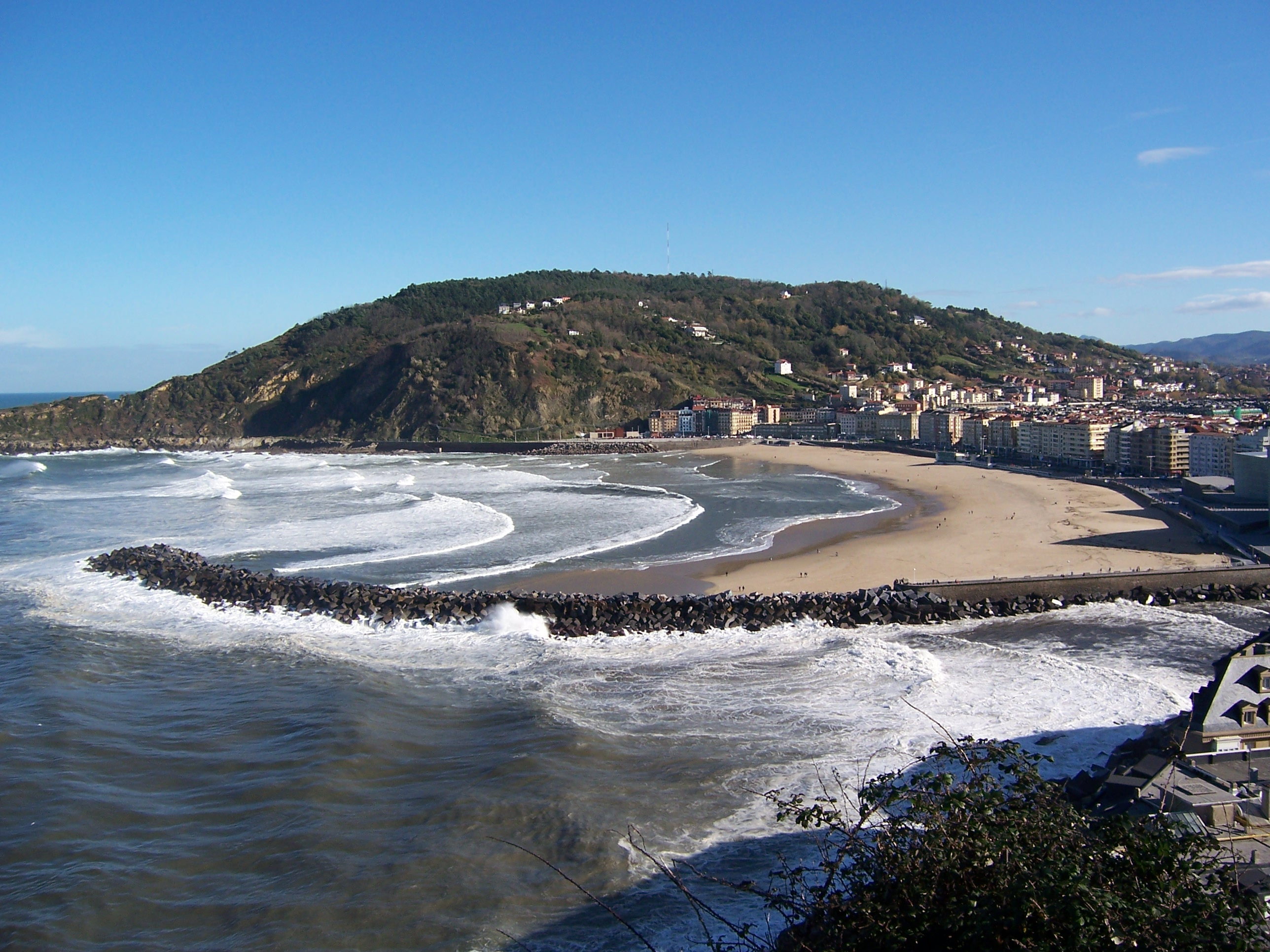
Ústí řeky Urumea v Donostii (San Sebastiánu)

| Baskický název | Španělský název | Obyvatelstvo |
| -------------- | --------------- | ------------ |
| Donostia       | San Sebastián   | 182 930      |
| Irun           | Irún            | 59 508       |
| Errenteria     | Rentería        | 37 873       |
| Eibar          | Éibar           | 27 784       |
| Arrasate       | Mondragón       | 22 611       |
| Zarautz        | Zarauz          | 22 056       |
| Hernani        | Hernani         | 18 827       |
| Tolosa         | Tolosa          | 17 829       |
| Lasarte-Oria   | Lasarte-Oria    | 17 646       |
| Pasaia         | Pasajes         | 16 116       |
| Hondarribia    | Fuenterrabía    | 15 940       |

## Znak provincie

Historický znak (1466–1979)

### Historický znak
Štít dělen, nahoře polcen: 1) v červeném přirozený král na trůně se stříbrným mečem v pravici; 2) v červeném 12 zlatých děl s lafetami ve čtyřech řadách; a 3) ve zlatě tři zelené tisy na zeleném pažitu, v patě řeka s modrými a stříbrnými vlnami. Klenot: otevřená královská koruna. Štítonoši: dva diví muži a pod nimi heslo "Fidelissima bardulia nunquam superata".

### Novodobý znak
V boxu zobrazený znak, postrádající horní dvě pole, byl vytvořen roku 1979. Španělský list ABC ve článku "Bildu manipula la historia de Guipúzcoa mutilando sus escudos" z roku 2014 uvedl, že došlo k "vypuštění děl, ukořistěných Navarrským v roce 1512", neboť ty měly "symbolizovat ztrátu svobody". Podle katalánského vexillologa Jaume Ollého byla tato verze znaku dle usnesení z 25. listopadu 1985, vyhlášena 27. března 1990 v souladu se samosprávnou normou (norma foral) č. 6/90:
Nový znak byl v duchu usnesení autonomní vlády zbaven všech monarchistických elementů. Na oficiálních stránkách provincie vypadá znak spíše jako logo – ve zlatém poli (na stránkách provincie je pole stříbrné) nad třemi volnými modrými vlnitými pruhy tři zelené stromy. Verze se zlatým polem je ve znaku Baskického autonomního společenství.